# Möllegårds naturreservat
Möllegård är ett naturreservat i Söndrums socken i Halmstads kommun i Halland.

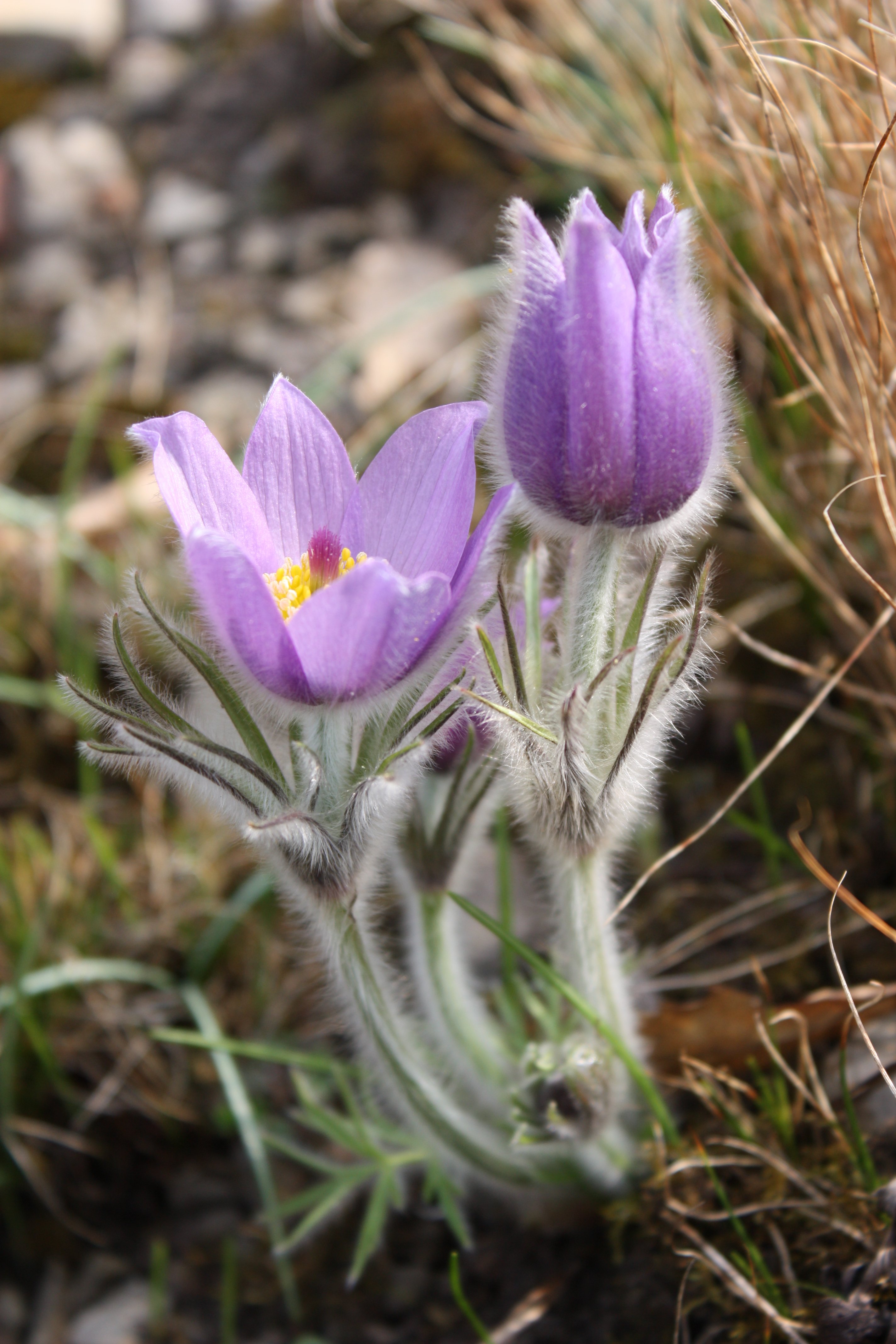
Backsippa

Här finns fåglar och växter som trivs i den gamla alsumpskogen längs med Nyrebäcken. I hagmarkerna blommar backsippor bland gamla ekar och enar. På de cirka hundra år gamla klibbalarna växer ovanliga lavar såsom örlaven som endast finns på ett femtiotal platser i landet. Här växer även örter som kärrfibbla, kärrbräken och nordlundarv. På våren blommar backsippan med stora, violetta blommor.
Möllegård är ett friluftsområde med flera lättvandrade stigar, delvis anlagda. Det ligger mellan Söndrum och Frösakull inte långt från Tylösand. I områdets norra del finns betesmarker med gamla ekar, torrträd. Dessa hyser många lavar, mossor och svampar. Ärgspik, sotlav, oxtungssvamp, svavelticka och guldlockmossa kan nämnas. Här växer även det hotade hallandsbjörnbäret (Rubus hallandicus).
Naturreservatet är skyddat sedan 1972 och omfattar 45 hektar.